# Yūto Nagao
Yūto Nagao (japanisch 長尾 優斗 Nagao Yūto; * 31. August 2001 in der Präfektur Osaka) ist ein japanischer Fußballspieler.

## Karriere
Nagao erlernte das Fußballspielen in der Jugendmannschaften von Settsu Eleven JSC, Settsu Eleven JSC, Senrigaoka FC und Gamba Osaka. Die U23-Mannschaft von Gamba spielte in der dritten Liga, der J3 League. Bereits als Jugendspieler absolvierte er 11 Drittligaspiele. Nach der Jugend wechselte er zur Universitätsmannschaft der Kwansei-Gakuin-Universität. Seinen ersten Profivertrag unterschrieb er am 1. Februar 2024 bei Mito Hollyhock. Der Verein aus Mito spielt in der zweiten Liga, der J2 League.